# Chaillevette
Chaillevette és un municipi francès situat al departament del Charente Marítim i a la regió de la Nova Aquitània. L'any 2007 tenia 1.327 habitants.

## Demografia

### Població
El 2007 la població de fet de Chaillevette era de 1.327 persones. Hi havia 560 famílies de les quals 145 eren unipersonals (57 homes vivint sols i 88 dones vivint soles), 198 parelles sense fills, 164 parelles amb fills i 53 famílies monoparentals amb fills.
La població ha evolucionat segons el següent gràfic:
Habitants censats

### Habitatges
El 2007 hi havia 791 habitatges, 574 eren l'habitatge principal de la família, 149 eren segones residències i 67 estaven desocupats. 756 eren cases i 25 eren apartaments. Dels 574 habitatges principals, 474 estaven ocupats pels seus propietaris, 92 estaven llogats i ocupats pels llogaters i 8 estaven cedits a títol gratuït; 6 tenien una cambra, 14 en tenien dues, 78 en tenien tres, 191 en tenien quatre i 285 en tenien cinc o més. 457 habitatges disposaven pel capbaix d'una plaça de pàrquing. A 266 habitatges hi havia un automòbil i a 269 n'hi havia dos o més.

### Piràmide de població
La piràmide de població per edats i sexe el 2009 era:
| Homes | Edats   | Dones |
| ----- | ------- | ----- |
| 0     | 95 o +  | 0     |
| 0     | 90 a 94 | 4     |
| 20    | 85 a 89 | 12    |
| 8     | 80 a 84 | 20    |
| 20    | 75 a 79 | 40    |
| 24    | 70 a 74 | 24    |
| 52    | 65 a 69 | 36    |
| 44    | 60 a 64 | 44    |
| 32    | 55 a 59 | 32    |
| 40    | 50 a 54 | 28    |
| 36    | 45 a 49 | 44    |
| 60    | 40 a 44 | 48    |
| 32    | 35 a 39 | 24    |
| 20    | 30 a 34 | 28    |
| 32    | 25 a 29 | 32    |
| 12    | 20 a 24 | 16    |
| 48    | 15 a 19 | 28    |
| 28    | 10 a 14 | 20    |
| 44    | 5 a 9   | 28    |
| 12    | 0 a 4   | 8     |

## Economia
El 2007 la població en edat de treballar era de 803 persones, 587 eren actives i 216 eren inactives. De les 587 persones actives 524 estaven ocupades (274 homes i 250 dones) i 62 estaven aturades (30 homes i 32 dones). De les 216 persones inactives 98 estaven jubilades, 56 estaven estudiant i 62 estaven classificades com a «altres inactius».

### Ingressos
El 2009 a Chaillevette hi havia 590 unitats fiscals que integraven 1.407,5 persones, la mediana anual d'ingressos fiscals per persona era de 15.698 €.

### Activitats econòmiques
Dels 54 establiments que hi havia el 2007, 1 era d'una empresa extractiva, 1 d'una empresa alimentària, 1 d'una empresa de fabricació d'altres productes industrials, 17 d'empreses de construcció, 17 d'empreses de comerç i reparació d'automòbils, 4 d'empreses d'hostatgeria i restauració, 2 d'empreses immobiliàries, 4 d'empreses de serveis, 3 d'entitats de l'administració pública i 4 d'empreses classificades com a «altres activitats de serveis».
Dels 21 establiments de servei als particulars que hi havia el 2009, 1 era un taller de reparació d'automòbils i de material agrícola, 2 paletes, 2 guixaires pintors, 4 fusteries, 3 electricistes, 2 empreses de construcció, 2 perruqueries, 2 restaurants, 2 agències immobiliàries i 1 saló de bellesa.
Dels 2 establiments comercials que hi havia el 2009, 1 era una botiga de menys de 120 m² i 1 una fleca.
L'any 2000 a Chaillevette hi havia 9 explotacions agrícoles que ocupaven un total de 171 hectàrees.

## Equipaments sanitaris i escolars
El 2009 hi havia una escola elemental.

## Poblacions properes
El següent diagrama mostra les poblacions més properes.